# Tout... sauf en famille
Pour plus de détails, voir Fiche technique et Distribution.
Tout... sauf en famille ou Quatre Noël au Québec (Four Christmases) est un film de Noël américain réalisé par Seth Gordon, sorti en 2008.

## Synopsis
Brad et Kate, un couple issu de deux familles reconstituées, sont contraints de fêter Noël quatre fois dans chacune de leur famille. Le seul problème : ils n'en ont pas du tout envie et ils voudraient passer leurs vacances sous le soleil.

## Fiche technique
- Titre : Tout... sauf en famille
- Titre québécois : Quatre Noël
- Titre original : Four Christmases
- Réalisation : Seth Gordon
- Scénario : Matt Allen, Caleb Wilson, Scott Moore (en) et Jon Lucas
- Production : Gary Barber, Roger Birnbaum, Jonathan Glickman, Vince Vaughn et Reese Witherspoon
- Société de production : Spyglass Entertainment
- Distribution : New Line Cinema
- Budget : 80 millions de dollars
- Musique : Alex Wurman
- Photographie : Jeffrey L. Kimball
- Montage : Mark Helfrich et Melissa Kent
- Décors : Jan Pascale
- Pays d'origine : États-Unis - Allemagne
- Format : couleurs - 1,85:1 - DTS / Dolby Digital - 35 mm
- Genre : Comédie dramatique et romance
- Durée : 88 minutes
- Dates de sortie : 
  - États-Unis : 26 novembre 2008
  - France : 31 décembre 2008
  - Belgique : 24 décembre 2008

## Distribution
- Vince Vaughn (VF : Lionel Tua ; VQ : Daniel Picard) : Brad McVie, Orlando McVie
- Reese Witherspoon (VF : Marie-Eugénie Maréchal ; VQ : Aline Pinsonneault) : Kate
- Robert Duvall (VF : Marc Cassot ; VQ : Hubert Fielden) : Howard McVie, le père de Brad
- Sissy Spacek (VF : Martine Irzenski ; VQ : Lisette Dufour) : Paula, la mère de Brad
- Jon Voight (VF : Michel Bedetti ; VQ : Jean-Marie Moncelet) : Creighton, le père de Kate
- Mary Steenburgen (VF : Frédérique Tirmont ; VQ : Nathalie Coupal) : Marilyn, la mère de Kate
- Dwight Yoakam (VQ : Frédéric Desager) : Pasteur Phil
- Jon Favreau (VQ : Patrick Chouinard) : Denver McVie, le frère de Brad
- Tim McGraw : Dallas McVie, le frère de Brad
- Kristin Chenoweth (VF : Véronique Alycia ; VQ : Michèle Lituac) : Courtney, la sœur de Kate
- Katy Mixon (VF : Edwige Lemoine ; VQ : Violette Chauveau) : Susan, la femme de Denver
- Colleen Camp : Tante Donna
- Jack Donner : Grand-père
- Steve Wiebe : Jim
- Skyler Gisondo : Connor McVie
- Patrick Van Horn (VF : Xavier Fagnon) : Darryl, le beau-père de Brad
- Brian Baumgartner : Eric
- Cedric Yarbrough : Stan
- Creagen Dow : Sheep

Sources et légende : Version française (VF)  sur RS Doublage et sur Voxofilm

## Bande-originale
1. Baby It's Cold Outside de Dean Martin et Martina McBride - 2:55
2. (There's No Place Like) Home for the Holidays de Perry Como - 2:51
3. Sleigh Ride de Ferrante & Teicher - 2:16
4. Christmas All Over Again de Tom Petty - 4:15
5. Season's Greetings de Robbers On High Street - 2:23
6. Jingle Bells Rock de Bobby Helms avec The Anita Kerr Singers - 2:11
7. The Christmas Song de Gavin DeGraw - 3:24
8. Cool Yule de Louis Armstrong - 2:55
9. I'll Be Home for Christmas de Dean Martin - 2:33
10. White Christmas de Bing Crosby - 2:59
11. O Little Town of Bethlehem de Sarah McLachlan - 3:53